# Monica Rambeau
Monica Rambeau è un personaggio immaginario dei fumetti creato da Roger Stern e John Romita Jr. pubblicato dalla Marvel Comics che ha debuttato ad ottobre del 1982 su The Amazing Spider-Man Annual #16. In Italia la sua prima apparizione risale al febbraio 1990 su L'Uomo Ragno n.21 (III serie).

## Storia editoriale
Per la creazione iniziale, Romita voleva che il personaggio assomigliasse all'attrice Pam Grier, ma il suo aspetto venne cambiato prima della pubblicazione «Ho fatto qualche riferimento a Pam Grier, perché l'ho sempre amata, ma all'ultimo momento qualcuno ha detto "Beh, dobbiamo usare questa donna qui" perché forse pensavano che Pam Grier non fosse così bella come la modella che trovarono. Andava bene, ma quando è stata riprodotta da altri artisti, ha finito per sembrare il generico personaggio nero, comunque".
Così il personaggio divenne la prima eroina del gruppo afroamericana e rimase per 5 anni stabilmente nelle storie dei Vendicatori per poi lasciare il gruppo e fare alcune apparizioni sporadiche anche su altri albi speciali e su Thor (2001). In seguito comparve su diverse testate come Great Lakers Avengers #1, New Thunderbolts #8–9, Order #5–6 e nella serie di 12 numeri Nextwave. Poi fu vista brevemente in Civil War (2007), She-Hulk (2008) e nel 2009 nella mini serie di 4 numeri Marvel Divas, ispirata a Sex and the City insieme a Gatta Nera, Hellcat e Firestar pubblicato in Italia nel 2010 su For Fans Only n.10. Comparve inoltre in Heralds #1-5 (2009), in Iron Age (2011), Capitan Marvel #7-8 (2012), Journey into Mystery #649 e Age of Ultron (2013). Da settembre 2013 appare come uno dei personaggi principali della collana Marvel NOW! nella testata Avengers Deluxe Presenta con il nome in codice di Spectrum apparendo stabilmente in saghe come Vendicatori: Senza Tregua e Vendicatori: No Road Home. Nel 2019 fa parte della Strikeforce insieme a Angela, Blade, Daimon Hellstrom, Donna Ragno, Wiccan e Soldato d'Inverno, una squadra per fare il lavoro sporco che i Vendicatori non possono fare. La serie verrà cancellata ad agosto del 2020 con il numero 9.

## Biografia del personaggio

### Gli esordi
Monica Rambeau, unica figlia di Frank Rambeau, ufficiale dei Vigili del Fuoco malato di cuore, e Maria Rambeau, nasce a New Orleans, Louisiana, dove iniziò la sua carriera come Sergente della Guardia Costiera. Un giorno un ex commilitone ed amico del nonno, a cui lei era particolarmente affezionata, le chiese aiuto per sventare un piano segreto riguardante la costruzione di una pericolosa arma. Ben presto lei scoprì che l'uomo di cui si fidava era in realtà uno scienziato impegnato in un progetto segreto riguardante altre dimensioni, fuggito quando scoprì che i suoi committenti volevano sfruttare le sue ricerche per scopi militari. Non avendo prove concrete in quanto il progetto era della massima segretezza, nessuno gli credette e l'uomo decise di chiedere aiuto a Monica. La ragazza decise di dar fiducia all'uomo portando alla luce la verità. Per fermare il progetto e distruggere l'arma, si gettò su di essa e venne così travolta da un fascio di energia extradimensionale che le diede il potere di trasformarsi in qualsiasi forma di energia dello spettro elettromagnetico.

### Capitan Marvel
Riuscita nell'intento di fermare le forze nemiche, l'uomo e i media cominciano a chiamarla "Capitan Marvel" in riferimento al suo ruolo nelle forze armate e alla "meraviglia" che era riuscita a fare. Monica però si trovò spaesata e spaventata da questo suo cambiamento e scappò senza freno per le strade di New York. Sarà Spider-man il primo a sentire la sua presenza grazie ai suoi sensi di ragno fin quando lei non arriverà al palazzo dei Vendicatori dove Iron Man la aiuterà a contenere e controllare i suoi poteri. Monica decide così subito di unirsi ai Vendicatori combattendo al loro fianco Testa d'Uovo  e l'Uomo Pianta.
I due principali nemici di Monica sono la psichiatra Moonstone (Karla Sofen), e il potente pedone di Moonstone, Blackout (Marcus Daniels), che brandisce la Forza Oscura. Capitan Marvel li incontrò per la prima volta  quando i Vendicatori si opposero alla fuga del duo dall'incarcerazione in Project: PEGASUS. Dopo di ciò, Monica perse temporaneamente la sua abilità di trasformarsi di nuovo in forma umana durante una battaglia contro il Dr. Eric Paulson, in cui combatté al fianco di Spider-Man e Starfox. Era con la squadra quando gli uomini dell'Arcano rapirono loro e altri super eroi della Terra per la prima saga delle Guerre Segrete.
Divenne anche la leader dei Vendicatori per poi dopo pochi anni lasciare il gruppo in seguito a diversi infortuni subiti. In questo periodo combatté battaglie contro gli X-Men, gli Dei Olimpionici e il Super Adattoide. La sua ultima battaglia con i Vendicatori fu contro la moglie di Namor, Marrina, che si trasformò nel gigantesco mostro marino Leviatano. Durante la battaglia Monica si trasformò in un enorme fulmine per cercare di fermare la bestia, prese contatto con l'acqua e accidentalmente si condusse attraverso la superficie dell'oceano, disperdendo i suoi atomi così lontano che a malapena riacquistò la forma fisica, risultando però priva di super poteri e decise così di lasciare il gruppo. In questo periodo fu Ben Grimm a portarla a conoscenza che il nome Capitan Marvel era usato dal defunto eroe Kree Mar-Vell.
Combatté altri nemici come Kristina Ramos, Moonstone e Powderkeg per poi aiutare il Dottor Strange e Scarlet nella lotta contro Dracula, mentre man mano stava riacquistando i suoi poteri, fu disponibile quale riserva per i Vendicatori come durante gli Atti di Vendetta in cui i super criminali fecero un attacco concentrato ai supereroi.
Guidò un gruppo sostitutivo per l'Organizzazione delle Nazioni Unite ed assunse un ruolo di leadership durante la guerra Kree-Shi'ar guidando una delegazione di Vendicatori per presentare una petizione per la pace. DI seguito un gruppo di alieni chiamato Starblasters tentò di allontanare la Luna dalla Terra e Quasar reclutò Monica, Carol Danvers, Freccia Nera, Hyperion, Ikaris, Stella Nera, Vanguard e Perun. Durante quest'avventura i suoi poteri originali si rigenerarono gradualmente, grazie anche all'alieno Straniero, che ne accelerò il processo.
Fu così che conobbe Genis-Vell, figlio di Mar-Vell e conosciuto come Capitan Marvel anch'egli come il defunto padre. Monica ne risentì e, dopo aver sconfitto il Controllore, decise per rispetto di adottare un nuovo alias: Photon.

### Photon
I Vendicatori, ritornati dall'universo tascabile creato da Franklin Richards, furono intrappolati in una maledizione creata da Morgana Le Fay ma fu proprio Monica, sotto il nome di Daystar, una delle prime a recuperare la volontà e ribellarsi contro la magia.
In seguito Photon fu attaccata dalla Wrecking Crew nel Martedì Grasso di New Orleans e chiese aiuto ai Vendicatori che la aiutarono e la coinvolsero in un'avventura nel mondo di Arkon. Per un certo periodo, la madre di Monica intercettò le chiamate dei Vendicatori per paura della sicurezza di sua figlia.
Subito dopo averlo scoperto Monica guidò una forza non ufficiale di Vendicatori contro gli Infiniti, che pianificarono di trasferire la galassia. Successivamente fu coinvolta negli eventi di Massima Sicurezza e combatté con i suoi ex compagni di squadra contro Bloodwraith, Lord Templar e Pagan.
Dopo di ciò aiutò la squadra nella stazione di monitoraggio dello spazio profondo con Quasar e Living Lightning, chiamato in azione nella Guerra di Kang, (supportando anche la sua amica Janet van Dyne e consigliando la nuova recluta Triathlon sui suoi problemi e come nuovo membro della squadra), nella crisi mondiale causata da Zodiak e quando Scarlet soffrì di un esaurimento nervoso e attaccò i Vendicatori. Monica ben presto scopre nuovamente che Genis-Vell utilizza lo stesso pseudonimo e vi rinuncia, scegliendo così il nome di Pulsar.

### Pulsar
Decide così di unirsi al gruppo anti-terrorismo H.A.T.E. (Highest Anti-Terrorism Effort), sussidiaria della Beyond Corporation, formato anche da Dirk Anger, il Capitano, Boom Boom, Aaron Stack ed Elsa Bloodstone comparsi della serie Nextwave di Warren Ellis e Stuart Immonen. Durante la Guerra Civile dei super eroi, Monica fu un membro dei Vendicatori Segreti di Capitan America, ma si registrò anche come membro dell'Iniziativa.
In seguito Fratello Voodoo chiese il suo aiuto per rintracciare alcuni stregoni malvagi e Monica, nonostante scopri precedenti relazioni tra Voodoo con Gatta Nera, Hellcat e Firestar e sapendo che Voodoo provava ancora qualcosa per lei, accettò di aiutarlo, riaccendendo la loro relazione. Poi partecipò alla festa di compleanno di Emma Frost a Las Vegas, dove aiutò a risolvere una crisi cosmica che coinvolse Frankie Raye.
Monica diede tutto il suo supporto a Firestar per combattere e sconfiggere un cancro al seno; poi aiutò Carol Danvers in un'indagine nel Golfo del Messico dove scoprì che aveva ancora paura ad usare i suoi poteri sott'acqua ed infine aiutò Iron Man nella stazione di monitoraggio dei Vendicatori nello spazio profondo contro antichi mostri vichinghi che sostenevano di essere gli Imperatori di Marte.

### Spectrum
Ritornata stabilmente nei Vendicatori con a capo Luke Cage prendendo il nome di Spectrum. Dopo poco tempo Monica decide di unirsi al gruppo degli Ultimates anche per via di una relazione sentimentale con Adam Brashear (Blue Marvel), a capo degli stessi, di cui faranno parte anche Pantera Nera, Miss America e Capitan Marvel. Il loro compito è quello di risolvere questioni di portata cosmica prima che insorgano. Decidono così di rivolgersi a Galactus per risolvere il problema della sua fame perenne e riescono a trasformare Galan dal Divoratore di Mondi al Portatore di Vita: la sua fame sarà così colmata riportando la vita nei mondi da lui precedentemente distrutti.
Durante le Guerre Segrete, Monica escogitò un piano per distruggere la Terra-1610 per impedirle di scontrarsi con la Terra-616. In preda alla disperazione durante le due settimane precedenti la fine del mondo, incanalò il suo pieno potere e andò a distruggere la Terra-1610. Tuttavia, poco prima che potesse distruggere con successo l'altra Terra, vide un gruppo di bambini che vivevano lì, facendola esitare solo per un momento, abbastanza a lungo da farsi catturare dal Creatore.

## Poteri e abilità
Quando Monica viene travolta dal fascio di energia extra-dimensionale acquisisce il potere di trasformarsi in qualsiasi forma di energia dello spettro elettromagnetico (dalla luce, ai raggi cosmici, ai raggi gamma, alle radiazioni ultraviolette, all'elettricità, ai microonde, ai raggi X, ecc.) una per volta potendo passare da uno stato energetico all'altro in una frazione di secondo. Ciò le permette di ottenere tutte le proprietà di quell'energia e di conseguenza anche di volare, attraversare muri e superfici solide, muoversi a super velocità, diventare invisibile e lanciare raggi dello stesso tipo di energia in cui si può trasformare. In seguito i suoi poteri subirono dei cambiamenti: perde la capacità di trasformarsi ma può generare campi di forza. Nel tempo questi ultimi furono integrati nuovamente dai suoi poteri originali dandole più vigore e forza.
Può mantenere la forma di energia per diverse ore senza effetti negativi e ha anche l'abilità di proiettare le energie dal suo corpo mentre è in forma umana (solo una lunghezza d'onda di energia alla volta), di solito sotto forma di esplosioni di energia dalle sue mani. Controlla mentalmente sia il tipo che la quantità di energia che desidera trasmettere. La quantità massima di energia che può trasmettere in un dato momento è sconosciuta. Monica può anche deviare piccole quantità di varie energie per l'impiego come fasci di forza, che hanno l'equivalente di 300 tonnellate di TNT di forza esplosiva. Una variazione di questa abilità le permette di proiettare illusioni olografiche basate sulla luce di se stessa. Monica ha anche mostrato l'abilità di dividere la sua forma di energia in diverse forme di energia in miniatura che sono sotto il suo comando mentale che sono in grado di reagire e volare a velocità della luce. Monica può anche essere ripristinata con la forza alla sua forma originale da altre forze.

## Altre versioni

### Age of Ultron
Durante Age of Ultron, Monica comparve tra la resistenza dei super eroi contro Ultron.

### Earth-A
Monica Rambeau visitava periodicamente la Terra-616 per le vacanze. A causa della natura del viaggio interdimensionale, ricevette poteri duplicati alla sua controparte e si mascherò come lei. È implicito che l'inesperta Rambeau che appariva in quel periodo in Pantera Nera fosse, in effetti, questa alternativa. Monica affermò che la ragione principale per cui visitò la Terra-616 non era perché avrebbe ottenuto super poteri, ma perché i suoi genitori erano ancora vivi in quella realtà.

### Forever Yesterday
Monica Rambeau è presente in New Warriors #11-13, in una realtà alternativa che è elencata come Terra-9105, dove va sotto il nome in codice di Sceptre. Fa parte di una versione omicida dei Vendicatori, che fanno rispettare la volontà della tirannica Sfinge. Fa brevemente un'apparizione in Vendicatori Per Sempre quando lei e molti altri Vendicatori malvagi alternativi vengono portati avanti al fine di combattere i protagonisti.

### JLA/Avengers
Photon è un membro di riserva dei Vendicatori e li aiuta durante la ricerca dei dodici oggetti del potere, combattendo contro Lanterna Verde. Dopo la battaglia per l'ultimo oggetto nella Terra Selvaggia, Monica prende parte ad un incontro annuale dei JLA-Vendicatori al satellite della Justice League nel nuovo mondo unito creato dal criminale Krona, non essendo a conoscenza dei cambiamenti. Dopo di che è apparsa combattendo insieme ad altri Capitan Marvel di entrambi gli universi (Mar-Vell, Shazam) nella battaglia finale.

### Marvel Zombi
Monica Rambeau compare nel numero #3 di Marvel Zombies vs The Army of Darkness con la sua uniforme Nextwave, combattendo al fianco del resto della squadra contro i Power Pack zombificati.

### Mc2
Anche se Monica Rambeau non comparve mai nella linea MC2 della Marvel Comics, i fumetti presentavano sua figlia Blacklight, personaggio creato da Derek Freeman, che comparve per la prima volta in A-Next #9.

### What if?
Monica Rambeau ha una breve apparizione in "E se Scarlet non avesse agito da sola?", What If? 2006 - Vendicatori Divisi.

### Realtà alternative
Oltre che in Terra-616, in Terra-199999 e in due differenti videogame, Monica Rambeau appare in altre 40 differenti Universi alternativi.

## Altri media

### Marvel Cinematic Universe

Monica Rambeau interpretata da Teyonah Parris nella puntata Infrangere la quarta parete (2021) di WandaVision

Monica Rambeau compare all'interno del Marvel Cinematic Universe (MCU), interpretata da Teyonah Parris e doppiata da Letizia Ciampa.
- Nel film Captain Marvel (2019), Monica fa la sua prima comparsa da bambina (interpretata da Akira Akbar e doppiata da Lucrezia Roma), la cui madre Maria, è un'amica e collega di Carol Danvers, che è come una zia per la piccola Monica. Incoraggia sua madre ad aiutare Carol e Nick Fury a salvare gli Skrull ed è lei a ispirare alla Danvers i colori oro-rosso per la sua nuova tuta.
- Monica da adulta è fra i protagonisti della miniserie televisiva WandaVision (2021). 28 anni dopo gli eventi di Captain Marvel Monica è diventata un capitano dell’USAIF come Maria e Carol ma a causa del Blip, di cui è rimasta vittima, è stata assente durante la morte della madre per un cancro. Per superare l’evento Monica si rituffa nel lavoro e viene inviata dallo S.W.O.R.D. (di cui Maria è stata co-fondatrice) a Westview, nel New Jersey, di cui Wanda Maximoff ha preso il controllo intrappolando sé stessa e gli abitanti in un’idilliaca realtà-sitcom. Monica attraversa per ben tre volte la barriera radioattiva che la magia di Wanda ha posto al confine della città e il suo DNA viene drasticamente modificato, concedendole l’abilità di vedere lo spettro elettromagnetico e quindi di poter assorbire qualsiasi tipo di energia e trasformare il suo corpo in essa, o reindirizzarla. Dopo aver fatto rinsavire Wanda, che libera Westview e fugge, Monica fa arrestare il capo dello S.W.O.R.D. Tyler Hayward per le sue attività illecite, per poi venire avvicinata da una Skrull che le riferisce che un “vecchio amico” di Maria (Nick Fury) è interessato a vederla tornare nello spazio.
- Monica Rambeau torna come una delle tre protagoniste nel film The Marvels (2023), insieme a Carol Danvers (Capitan Marvel) e Kamala Khan (Ms. Marvel). Dopo le vicende di WandaVision, Monica torna a lavorare nello spazio sulla stazione spaziale S.A.B.E.R, monitorata da Fury. Dopo essere entrata a contatto con un'anomalia causata dalla spietata e fanatica guerriera kree Dar-Benn in un punto di salto spaziale, i suoi poteri si intrecciano con quelli di Carol e Kamala attraverso l'entanglement quantistico, che fa si che le tre si scambino di posto ogni volta che usano le loro abilità. Il trio fra squadra per impedire a Dar-Benn di manipolare altri punti di salto e durante la missione Monica ha l’occasione di guarire il suo astio verso Carol, dovuto all'assenza di quest’ultima durante la malattia di Maria. Dopo che Dar-Benn apre un ultimo gigantesco punto di salto che causa uno squarcio fra dimensioni alternative del multiverso, Monica convince Carol e Kamala a colpirla con i loro poteri così che lei possa riutilizzarli per chiudere il varco: nel fare ciò, tuttavia, Monica rimane intrappolata in un altro universo differente dove vivono gli X-Men, in cui si risveglia confusa nella X-Mansion sorvegliata dal dottor Hank McCoy (Bestia) e una variante di sua madre, conosciuta in questa realtà come Binary.
- Monica è riapparsa nuovamente nella terza stagione della serie animata dell'MCU What If...? (2021).

### Videogiochi
- Spectrum (Monica Rambeau) viene menzionata nel videogioco per smartphone Marvel Avengers Academy.
- Spectrum (Monica Rambeau) è un personaggio di supporto nel videogioco per smartphone Marvel Duel.